# Nacaduba vincula
Nacaduba vincula är en fjärilsart som beskrevs av Druce. Nacaduba vincula ingår i släktet Nacaduba och familjen juvelvingar. Inga underarter finns listade i Catalogue of Life.